# L'impero del sole (romanzo)
L'impero del sole (Empire of the Sun) è un romanzo sostanzialmente autobiografico del 1984 dello scrittore inglese J.G. Ballard.
In quest'opera l'autore riporta, con alcune variazioni, le esperienze vissute a Shanghai e nel Civilian Assembly Centre (CAC) di Lunghua, durante la seconda guerra mondiale. Da questo romanzo è stato tratto l'omonimo film di Steven Spielberg del 1987.

## Trama
Il protagonista è Jim, un ragazzo di undici anni che vive in Amherst Avenue, nella Concessione internazionale  di Shanghai. È la vigilia dell'invasione da parte del Giappone, nel dicembre 1941, dopo l'attacco alla base navale statunitense di Pearl Harbor e la città è bombardata da cinegiornali e film propagandistici. Mentre la minaccia si fa sempre più forte, la città cambia volto: la frenesia aumenta e molti europei ed americani residenti nel quartiere internazionale iniziano a fuggire per evitare l'invasione.
La Cina si trova costretta ad affrontare un nuovo scontro con il Giappone, senza essersi ancora minimamente ripresa dalla  seconda guerra sino-giapponese del 1937, i cui segni sono ancora visibili nell'aerodromo di Hungjao, dove vi sono i resti di trincee e di aerei giapponesi ricoperti dalle ortiche. Jim assiste dalla propria camera all'affondamento della nave inglese Peterel, che dà inizio ai combattimenti. Mentre gli scontri si fanno sempre più aspri, i giapponesi avanzano per le strade lungo il Bund mentre gli europei e gli americani si riversano per le strade.
Nella confusione generale Jim perde la madre, ed in seguito il padre; i due s'incontreranno nel Bund dopo che il padre ha prestato soccorso ai superstiti della Peterel, ma verranno poi nuovamente separati in ospedale. (Questo evento non si è verificato realmente: genitori e figlio non furono mai separati). Ha quindi inizio per lui una difficile fase della sua vita, nella quale dovrà affrontare da solo il mondo esterno.
Il ragazzo vaga per le vie di Shanghai e tra le case del quartiere internazionale in cerca di cibo ma, nonostante la solidarietà di alcuni soldati giapponesi, la situazione per lui si fa sempre più insostenibile. Jim incontra due marinai americani, Frank e Basie, che apparentemente cercano di aiutarlo a ritrovare i suoi genitori, ma in realtà tentano di usarlo in tutti i modi possibili (anche di venderlo) pur di trarne vantaggi. 
Successivamente Jim e i due americani vengono arrestati dai giapponesi e radunati insieme ad altri prigionieri europei ed americani in un cinema all'aperto. Da lì Jim, Basie e gli altri prigionieri vengono prima trasferiti a Woosung, e successivamente avviati verso il campo di concentramento di Lunghua.
La detenzione nel campo dura tre anni. Mentre i giapponesi vanno lentamente incontro alla disfatta, le razioni di cibo (che Jim deve faticosamente guadagnarsi prestando servigi ad alcuni prigionieri tra cui Basie) diventano sempre più scarse, e gli internati iniziano ad essere colpiti da vaiolo e malaria. Le condizioni degli oppressori e degli oppressi peggiorano a tal punto che i giapponesi fanno sgombrare il campo e conducono i prigionieri a marce forzate verso lo stadio olimpico di Nantao. La maggior parte degli ex internati (già esausti e molto ammalati) muore, mentre quei pochi che hanno ancora la forza di reggersi in piedi vengono probabilmente guidati dai giapponesi in altri campi per essere uccisi.
Jim, fingendosi morto, riesce a fuggire dallo stadio, ma anche se libero la situazione non è delle migliori: Shanghai e dintorni sono infatti battuti in lungo e in largo da banditi in cerca di cibo e ricchezze, che non esitano a catturare coloro nei quali s'imbattono. Fatto prigioniero da un disertore a capo di una banda di criminali cinesi, Jim riesce a fuggire e ad essere soccorso dalle Forze Alleate che entrano a Shanghai.

## Origine del romanzo
Il romanzo è basato sulle esperienze dell'autore, nato e cresciuto a Shanghai, dove il padre era direttore di un'industria tessile. Venne internato insieme alla famiglia in un campo di prigionia in seguito all'attacco di Pearl Harbor. Soprattutto nella sua autobiografia, I miracoli della vita (2008), Ballard ha ammesso di aver rimosso molti elementi della sua esperienza durante l'internamento: i suoi genitori e sua sorella non furono inclusi nel nucleo della storia per una precisa scelta volta a rendere la scrittura del romanzo più facile, anche dal punto di vista psicologico.

## Adattamento cinematografico
Nel 1987 Steven Spielberg ha diretto un adattamento cinematografico del romanzo, con un giovanissimo Christian Bale nel ruolo di Jim, John Malkovich nel ruolo di Basie e Joe Pantoliano nel ruolo di Frank, con la partecipazione di un ancora sconosciuto Ben Stiller nel ruolo del pilota statunitense Dainty.